# Carmélites missionnaires de Sainte Thérèse de l'Enfant-Jésus
Cet article possède des paronymes, voir Carmélites missionnaires (homonyme) et Carmélites de Sainte Thérèse.
Les Carmélites missionnaires de Sainte Thérèse de l’Enfant-Jésus (en latin : Congregationis Carmelitarum Missionariarum S. Teresiae a Iesu Infante) sont une congrégation religieuse féminine enseignante de droit pontifical.

## Historique
La congrégation des Carmélites missionnaires de Sainte Thérèse de l’Enfant-Jésus a été fondée à Ispica (Sicile, Italie) par Maria Crocifissa Curcio en 1909. Cette année-là, avec quelques compagnes, la jeune femme commence à mener la vie communautaire dans sa maison familiale. Dans cette maison, elle accueille également des jeunes filles abandonnées qu'elle éduque et forme. En 1911 Maria Crocifissa Curcio prend en charge la direction d'un établissement à Modica qui a pour vocation d'accueillir des jeunes filles abandonnées et pauvres afin de les aider à mener « une vie digne ».
À la mort de l'évêque diocésain Mgr Blandini, celui-ci est remplacé par Mgr Joseph Vizzini, qui tente de convaincre la fondatrice d'entrer dans une congrégation diocésaine de spiritualité dominicaine. 
Le refus de sœur Maria Crocifissa provoque la colère de l'évêque qui bloque la reconnaissance ecclésiastique de sa congrégation. Durant plusieurs années, sœur Maria Crocifissa tente de correspondre avec l'évêque, mais sans succès : la situation semble irrémédiablement bloquée.
En 1925, à l'occasion de la canonisation de Thérèse de Lisieux, elle rencontre le père carme Lorenzo. Avec son aide elle établit à Santa Marinella (près de Rome) une nouvelle fondation le 3 juillet 1925. Quelques jours plus tard (le 16 juillet), elle reçoit le décret d'affiliation de sa communauté à l'Ordre du Carmel.
Avec la permission du cardinal Antonio Vico, Maria Curcio et ses compagnes commencent à mener une vie régulière. Le successeur de du cardinal Vico, le cardinal Tommaso Pio Boggiani, donne la reconnaissance diocésaine de l'association le 13 avril 1930 et en approuve les constitutions. Le titre de la congrégation a été suggéré par le pape Pie XI. Les Carmélites Missionnaires de Sainte Thérèse de l'Enfant-Jésus obtiennent le décret papal Decretum laudis le 3 octobre 1963.
La fondatrice de l'ordre, Maria Crocifissa Curcio, est béatifiée le 13 novembre 2005.

## Activité
L'institut religieux a pour but l'instruction et l'éducation chrétienne des jeunes filles de milieu populaire, en particulier les filles pauvres et abandonnées. Les religieuses exercent leur apostolat en particulier dans les petites villes et les zones rurales ainsi que dans des missions.
Outre l'Italie, les Carmélites Missionnaires sont présentes à Malte, au Canada, en Tanzanie, aux Philippines, au Brésil et en Roumanie.
La maison généralice se trouve à Santa Marinella.
En 2017, la congrégation comptait 277 religieuses réparties dans 50 maisons.